# Finalmente
"Finalmente" är en sång skriven av Ricky Gianco, Dante Pieretti och Gianni Sanjust, samt inspelad av Wilma Goich 1968.
Britt Lindeborg skrev en text på svenska vid namn "Tycker om dej". Den spelades in av Sylvia Vrethammar och släpptes 1969 som B-sida på singeln En lärling på våran gård ("Son of a Preacher Man"). Med denna text spelades låten 2008 in av det svenska dansbandet Drifters på coveralbumet Tycker om dig: Svängiga låtar från förr.
Magnus Uggla framförde låten under Så mycket bättre 2012. Han spelade även in en liveversion på albumet Magnus den store'.